# Laurent Vernerey
Laurent Vernerey (* 26. Februar 1965 in Maisons-Laffitte) ist ein französischer Jazz- und Fusionmusiker (Bassgitarre, Kontrabass).

## Wirken
Vernerey brach mit 19 Jahren sein Studium ab, um sich in einer Jazzschule einzuschreiben. In den frühen 1990er Jahren war er Mitglied in der Didier Lockwood Group (Phœnix 90 , DLG) und war zudem Teil der All-Star-Bigband Sol en Si und von Manau. Mit André und Régis Ceccarelli sowie Eric Legnini bildet er das Modern Pop Quartet. Weiterhin gehörte er zum Nicolas Folmer & Daniel Humair Project, zum Olejniczak / Sendecki European Quartet, der Paris Jazz Big Band und arbeitete äußerst erfolgreich als Studiomusiker. 2018 veröffentlichte er gemeinsam mit Jimi Drouillard, Francis Arnaud und Thierry Eliez das Album Zappa's Songs. Im selben Jahr erschien mit Christophe Dechamps das Album The Bass Collection, dem im Folgejahr ein zweiter Teil folgte. In den letzten Jahren begleitete er Youn Sun Nah und Marc Berthoumieux. Er ist auch auf Alben von Les Avions, MC Solaar, Claudia Phillips, Claude Nougaro, Jane Birkin, Johnny Hallyday, Lisa Simone, Dominique Fillon, Sarah Lancman und Oumou Sangaré zu hören. 